# Кузма-Кичта, Юрий Альфредович
Кузма-Кичта Юрий Альфредович — профессор, доктор технических наук, советский/российский теплофизик, лауреат премии Правительства РФ в области науки и техники, профессор НИУ «МЭИ», приглашенный профессор Японского общества поддержки науки, специалист в области гидродинамики и интенсификации тепломассообмена при фазовых превращениях.

## Биография
1964 г. окончил Московский авиационный институт. На 4 и 5 курсах обучения участвовал в исследовании кризиса теплообмена при кипении бинарных смесей на кафедре теплопредачи в научной группе доцента Костенкова В. И. После окончания института три года работал на фирме и участвовал в разработке теплозащитных покрытий.
1967—1975 г. работал в отделе теплообмена ИВТ АН, руководимом проф. Петуховым Б.С. Совместно с к.т. н. Ковалевым С. А. и к.т. н. Жуковым В. М. разработал методику лазерного зондирования пристенного слоя при кипении на горизонтальной трубе. Исследовал колебания толщины паровой пленки при пленочном кипении. Показал, что интенсификация теплообмена при пленочном кипении с помощью малотеплопроводного покрытия вызвана ослаблением крупномасштабных колебаний и уменьшением толщины паровой пленки вследствие тепловой инерции покрытия.
1975—1980 г. исследовал интенсификацию теплообмена при пузырьковом и пленочном кипении в большом объёме с помощью микропористых спеченных покрытий.
1981 г. был руководителем Штефанова Юрия Павловича, учредителя ООО «НьюФрост»- крупнейшего в РФ предприятия по производству систем охлаждения грунта в регионах вечной мерзлоты (термостабилизация грунта)
1981—1993 г. исследовал кризис теплообмена в каналах различной геометрии с микропористым покрытием. Границы переходной области предложил определять по распределению интенсивности пульсаций температуры стенки. Показал, что микропористое покрытие приводит к интенсификации теплообмена на каждом участке парогенерирующего канала, переход в область ухудшенного теплообмена сдвигается в область больших паросодержаний, уменьшается термическая неравновесность потока в закризисной области. Предложил уравнения для расчета температурного напора начала кипения, коэффициента теплоотдачи. Показал, что с помощью микропористого покрытия и закрученной ленты можно существенно повысить критическую тепловую нагрузку. Сформировал массив данных по критической тепловой нагрузки в закрученных с помощью ленты потоках воды в трубе и предложил уравнения их описывающие. По результатам исследования выпущена монография, посвященная интенсификации теплообмена в энергетике.
1993 г. был руководителем Кудряшовой Айны Болатовны, соавтора и разработчика концепции глубокой промышленной сортировки отходов, идеолога применения новейших инжиниринговых методик при разработке автоматизированных технологий в России.
1994—2004 г. исследовал ухудшение теплообмена в трубе при пониженных массовых скоростях и давлениях при кипении воды и водных растворов применительно к нормальным и аварийным режимам работы. Обнаружил, что интенсификация теплообмена при кипении водного раствора вызвана выпадением кристаллов соли на поверхность..
2001 г. выпустил учебное пособие «Методы интенсификации теплообмена».
2005 г. с помощью лазерной диагностики обнаружил колебания парового пузыря, растущего на стенке перед его отрывом, и показал, что они являются хаотическими.
2005 году по приглашению Японского общества поддержки науки (JSPS) участвовал в совместных научных исследованиях и конференции.
2005—2008 г.. исследовал характеристики кипения на поверхности с микровпадинами и показал, что отрывной диаметр парового пузыря уменьшается с размером впадины.
2008—2011 г.. исследовал повторный залив ТВС применительно к аварийным условиям. Получены массивы данных и уравнения для расчета скорости фронта смачивания и времени захолаживания.
2009 г. исследует интенсификацию теплообмена при кипении на поверхности с микро — и нанорельефом и в микроканале. По результатам работы выпущены монографии «Гидродинамика и теплообмен при кипении водных растворов» (2007 г), «Интенсификация тепло- и массообмена на макро-,микро- и наномасштабах» (2008 г.).
2005, 2008, 2011,2015, 2017 и 2019 г. являлся заместителем председателя организационного комитета «Международной конференции по тепломассообмену и гидродинамике в закрученных потоках».
2008 ,2010, 2012 г. приглашен Немецким исследовательским обществом для участия в международных конференциях и научных семинарах в различных университетах, в 2009 г. приглашен университетом г. Стокгольм для участия в научных семинарах.
2012 г. получил премию Правительства РФ в области науки и техники за 2012 г. в коллективе специалистов под руководством академика РАН Леонтьева А. И. за работу « Разработка эффективных устройств и вихревых технологий в энергетике»
2019 г. стал победителем конкурса грантов АО «Росэнергоатом» для преподавателей вузов на 2018/2019 учебный год.

## Научные достижения
Автор более 500 научных и учебно-методических работ в области теплофизики, гидродинамики и кипения. Разработал уникальные методики диагностики процессов кипения, а также предложил методы улучшения теплообмена и снижения термического сопротивления в тепловых трубах. Под его руководством более 20 человек защитили диссертации на соискание степени кандидата технических наук. Был руководителем дипломной работы вице-президента РАН, академика Бондура Валерия Григорьевича. На базе НИУ «МЭИ» на кафедре инженерной теплофизики создана научная группа проф. Кузма-Кичты Ю.А, где каждый год получают научные и технические знания новые студенты.
Юрий Альфредович организовал программы студенческого обмена между Техническим университетом Берлина в 1998 (совместно с профессором Технического университета Берлина G. Bartsch) и Токийским университетом наук с НИУ «МЭИ». За время свой научной карьеры Юрий Альфредович изобрел различные технические устройства и решения, среди которых метод формирования микропористых покрытий для интенсификации теплообмена, охлаждающее грунт устройство для регионов вечной мерзлоты. В научной группе проф. Кузма-Кичты Ю. А. был разработан инновационный метод получения наночастиц оксида алюминия.
Один из немногих ученых в мире в области исследования теплообмена в микроканале, в ряде работ опубликованы уникальные данные по кипению в прямоугольном микроканале.
За успешные разработку и внедрение вихревых технологий был награждён премией правительства РФ.

## Награды
- Медаль ордена «За заслуги перед Отечеством» II степени (11 февраля 2023 года) — за заслуги в научно-педагогической деятельности, подготовке квалифицированных специалистов и многолетнюю добросовестную работу[16]

## Учебная литература и монографии
1. Леонтьев А. И., Волчков Э. П., Коротеев А. А., Кузма-Кичта Ю. А., Дзюбенко Б. В., Драгунов Ю. Г., Исаев С. А., Попов И. А., Терехов В. И., «Вихревые технологии для энергетики» ISBN 978-5-383-01060-0, 2016[17]
2. Dzyubenko B.V., Kuzma-Kichta Ya. A., Leontiev A.I., Fedik I.I., Kholpanov L.P., «Intensification of Heat and Mass Transfer on Macro-, Micro-, and Nanoscales», Begell House 2016, ISBN 978-1-56700-284-3
3. Б. В. Дзюбенко [и др.]; Под ред. Ю. А. Кузма-Кичты. — «Интенсификация тепло- и массообмена в энергетике: монография» М. : ЦНИИАТОМИНФОРМ, 2003. — 230 с.
4. А. С. Седлов, Ю. А. Кузма-Кичта «Гидродинамика и теплообмен при кипении водных растворов: монография» /. — М. : МЭИ, 2007. — 164 с.